# Gernyés
Gernyés (ukránul: Копашньово) település Ukrajnában, Kárpátalján, a Huszti járásban.

## Fekvése
Huszttól északkeletre, Alsószeliscse északkeleti szomszédjában fekvő zsáktelepülés.

## Története
Gernyés nevét 1455-ben Gernyesfalva néven említette először oklevél. 1462-ben Gernecsi, 1610-ben Gernyes néven írták.
A Husztica-patak völgyében fekvő Gernyést valószínűleg a Rosályi Kún család telepítette még a 15. század elején, mivel a Gernyés környékén fekvő települések is az ő birtokaik voltak. Középkori birtokosait írásos adat nem említette. Az újkorban a Rozsályi Kúnok ruszin jobbágyfaluja volt. 1550-ben Rosályi Kún László, 1600-ban Rosályi Kún László, Rosályi Kún Gáspár és  Rosályi Kún Péter özvegyének birtoka volt.
1910-ben 1828 lakosából 15 magyar, 208 német, 1605 román volt. Ebből 1619 görögkatolikus, 207 izraelita volt. A trianoni békeszerződés előtt Máramaros vármegye Huszti járásához tartozott.